# Доворец
Доворец — деревня в Солецком муниципальном районе Новгородской области. Относится к Выбитскому сельскому поселению.
Деревня расположена на реке Иловенка, на западе Новгородской области, на юге Солецкого района, в 5 км к юго-западу от административного центра сельского поселения деревни Выбити, на автодороге в посёлок Волот через Горки Ратицкие из Сольцов.

## История
Первое упоминание о деревне в 1539 году. В 1581 году здесь упоминается церковь Преображения, которая была основательно обновлена в 1772 году. В Старорусском уезде Новгородской губернии — центр Доворецкой волости.
Существовала также усадьба Доворец (2 двора, 2 дома, 6 жителей), принадлежавшая А.Д.Боговскому.
Во время коллективизации был создан колхоз «Трудовой путь». В 1938 году двухэтажную церковь Преображения Господня с колокольней было решено перестроить под школу, что и было сделано под руководством директора школы Александра Ивановича Орехова, за что Александр Иванович получил орден Ленина. Во время Великой Отечественной войны немцы занявшие деревню в 1941 году организовали в школе госпиталь, который партизаны вскоре взорвали. После войны колхоз назывался «Заря», а в 1960-х он вошёл в колхоз «Родина».

## Социально-значимые объекты
В Доворце был магазин и медпункт, но с 2002 года в Доворце не работает медпункт и магазин, а здание в котором они находились продано и функционирует теперь как жилой дом.